# Episodi di Pan Am
La prima e unica stagione della serie televisiva Pan Am, composta da 14 episodi, è stata trasmessa in prima visione assoluta negli Stati Uniti d'America da ABC dal 25 settembre 2011 al 19 febbraio 2012.
In Italia la stagione è stata trasmessa in prima visione satellitare da Fox Life dal 9 gennaio al 9 aprile 2012. L'episodio pilota ha invece debuttato in chiaro eccezionalmente su Cielo il 22 aprile 2012; lo stesso canale ha poi trasmesso l'intera stagione in chiaro dal successivo 16 settembre.
| nº | Titolo originale        | Titolo italiano            | Prima TV USA      | Prima TV Italia  |
| -- | ----------------------- | -------------------------- | ----------------- | ---------------- |
| 1  | Pilot                   | Benvenuti a bordo          | 25 settembre 2011 | 9 gennaio 2012   |
| 2  | We'll Always Have Paris | Avremo sempre Parigi       | 2 ottobre 2011    | 16 gennaio 2012  |
| 3  | Ich Bin Ein Berliner    | Da Berlino a New York      | 9 ottobre 2011    | 23 gennaio 2012  |
| 4  | Eastern Exposure        | Fotografie dall'Oriente    | 16 ottobre 2011   | 30 gennaio 2012  |
| 5  | One Coin in a Fountain  | Una monetina nella fontana | 23 ottobre 2011   | 6 febbraio 2012  |
| 6  | The Genuine Article     | Qualcosa di autentico      | 30 ottobre 2011   | 13 febbraio 2012 |
| 7  | Truth or Dare           | Obbligo o verità           | 6 novembre 2011   | 20 febbraio 2012 |
| 8  | Unscheduled Departure   | Partenza non programmata   | 13 novembre 2011  | 27 febbraio 2012 |
| 9  | Kiss Kiss Bang Bang     | Kiss Kiss Bang Bang        | 4 dicembre 2011   | 5 marzo 2012     |
| 10 | Secrets and Lies        | Segreti e bugie            | 8 gennaio 2012    | 12 marzo 2012    |
| 11 | Diplomatic Relations    | Relazioni diplomatiche     | 15 gennaio 2012   | 19 marzo 2012    |
| 12 | New Frontiers           | Nuove frontiere            | 22 gennaio 2012   | 26 marzo 2012    |
| 13 | Romance Languages       | Destinazione Roma          | 12 febbraio 2012  | 2 aprile 2012    |
| 14 | 1964                    | 1964                       | 19 febbraio 2012  | 9 aprile 2012    |

## Benvenuti a bordo
- Titolo originale: Pilot
- Diretto da: Thomas Schlamme
- Scritto da: Jack Orman

### Trama
New York, aprile 1963. L'era dei jet è agli inizi e la Pan American World Airways è la compagnia aerea più in voga: aerei di lusso, piloti affascinanti, e giovani hostess che sono il simbolo delle donne moderne. Il comandante Dean Lowrey, il più giovane della Pan Am, e il suo primo ufficiale Ted Vanderway sono stati scelti per il viaggio inaugurale del Clipper Majestic, un nuovissimo Boeing 707 appena entrato in flotta, verso Londra. Dell'equipaggio di cabina fanno parte la francese Colette Valois, Kate Cameron e la sorella Laura, che fa questo lavoro da poco ma è già su una rotta intercontinentale dopo essersi guadagnata (senza volerlo) la copertina di Life. Laura pochi mesi prima era scappata dalle sue nozze lasciando il fidanzato Greg sull'altare, aiutata da Kate, che davanti alla madre snob ha difeso il diritto della sorella di fare le sue scelte. Quando Laura ha deciso di seguire le orme della sorella maggiore e diventare anch'ella una hostess, Kate si è infastidita, sentimento che è aumentato quando la sorella ha incominciato a essere ammirata da tutti perché diventata "il volto della Pan Am". Kate ha però altro a cui pensare: la ragazza è stata recentemente reclutata dalla CIA come corriere, dato che le hostess possono viaggiare in tutto il mondo senza destare sospetti, e le è stata affidata la missione di scambiare il passaporto di un passeggero con uno falso, in modo che sia fermato alla dogana di Heathrow.
Tutti stanno aspettando il commissario di bordo Bridget Pierce, fidanzata inglese di Dean, che tarda ad arrivare. Così la direzione, per evitare un ritardo nella partenza del volo, chiama all'ultimo minuto la ribelle Maggie Ryan, anche se era stata sospesa dal servizio per non aver indossato il corsetto. Durante il viaggio Ted ci prova con Laura, ma viene subito ammonito da Kate. Colette scopre invece che l'uomo con cui ha avuto una fugace storia a Roma, e che riincontra sul volo, è sposato e ha un figlio, e che la moglie è a conoscenza della loro scappatella. Kate riesce nella sua missione, anche se scopre che era solo un test dell'agenzia per mettere alla prova le sue capacità, dato che l'uomo, che rivela di chiamarsi Anderson, è in realtà il suo nuovo contatto all'MI6.
Intanto Dean viene a sapere che la sua fidanzata Bridget si è licenziata dalla Pan Am: all'inizio il ragazzo pensa che questo sia un modo per accettare la proposta di matrimonio che le ha fatto tempo prima, dato che le hostess non possono continuare a lavorare se si sposano, ma quando va a cercarla nel suo appartamento londinese lo trova vuoto, e capisce che la fidanzata l'ha abbandonato. Da parte sua, Kate scopre che anche Bridget era una spia al servizio dell'intelligence inglese, e che proprio lei diventerà la sua sostituta. Mentre le ragazze si riuniscono – come sempre dopo l'arrivo – in un pub e brindano al loro lavoro, Ted cerca di consolare Dean, ed entrambi si rendono conto di avere davanti un nuovo tipo di donne, più sicure ed emancipate. Intanto fuori dal pub Bridget guarda triste i suoi vecchi colleghi, e scappa.
- Ascolti USA: telespettatori 11 060 000 – share 8%[4]

## Avremo sempre Parigi
- Titolo originale: We'll Always Have Paris
- Diretto da: Chris Misiano
- Scritto da: Mike Daniels e Jack Orman

### Trama
Il Clipper Majestic è diretto a Parigi, realizzando il sogno da bambine di Laura e Kate. Mentre Dean si dirige all'aeroporto incontra Colette che è rimasta in panne col taxi e accetta di offrirle un passaggio nonostante lei insista per guidare. Al controllo pre-volo delle hostess Maggie è offende l'ispettrice che aveva appena rimproverato Laura solo per aver preso mezzo chilo, ma viene salvata da Ted. L'ispettrice promette che al suo ritorno la questione verrà riaperta. Richard, il superiore di Kate nella CIA, le consegna un pacchetto da consegnare una volta a destinazione. Durante il volo Kate e Laura si accorgono che la loro madre è tra i passeggeri e nessuna delle due vuole incontrarla ma alla fine, prima Kate poi Laura prendono coraggio e le parlano. La Sig.ra Cameron spiega a Laura che vuole fare pace con le figlie e che non è arrabbiata con lei per essere scappata. Kate però è convinta che questo sia solo un altro tentativo della madre di manipolare la sorella. Nel frattempo un passeggero flirta con Maggie ma quando questo arriva a molestarla lei lo infilza con una forchetta e il passeggero minaccia di farle rapporto. La situazione è risolta ancora da Ted che riesce a far calmare il passeggero offrendogli un drink, ma Maggie non ne sembra affatto grata. Dean ha in mente di andare a cercare Bridget a Parigi, dato che ricorda di essere stato in un club dove la ragazza gli aveva presentato quello che sembrava essere un suo caro amico. Il comandante chiede aiuto a Colette per trovare il locale, e una volta arrivati il maître – l'amico di Bridget – dice a Dean che probabilmente Bridget è tornata dal marito. Dean è scioccato di sapere che Bridget fosse segretamente sposata, e Colette cerca di consolarlo. Nel frattempo la Sig.ra Cameron tende un'imboscata a Laura e la fa incontrare col fidanzato Greg, dal quale sul momento fugge via. Ted non capisce ancora il motivo del risentimento di Maggie verso di lui, e la ragazza gli rivela di essere stata infastidita dal suo atteggiamento accondiscendente che ha fatto intendere al passeggero che sarà libero di riprovarci con un'altra ragazza. Kate incontra la persona a cui deve dare il pacchetto e scopre che si tratta di Bridget, che le racconta i motivi della sua sparizione: non ha seguito alla lettera gli ordini e la sua copertura è stata compromessa. La CIA le fa consegnare da Kate i falsi documenti della nuova identità che la ragazza è stata obbligata ad assumere per la sua incolumità. Bridget rivela inoltre a Kate che è stata lei a raccomandarla all'agenzia, e la mette in guardia da non commettere i suoi stessi errori. Greg incontra Laura in albergo e le dice che se vedere il mondo è davvero quello che vuole allora la lascerà andare, e i due si salutano. Anche Kate riesce a chiarirsi con la madre, che le fa capire che non è affatto delusa dal lavoro che ha scelto, ma in realtà ne è un po' invidiosa. Dean finisce per ubriacarsi e lui e Colette si perdono per la città, finendo col ballare per strada, e sembra che tra i due possa nascere qualcosa.
- Ascolti USA: telespettatori 7 760 000[5]

## Da Berlino a New York
- Titolo originale: Ich Bin Ein Berliner
- Diretto da: Alex Graves
- Scritto da: Yahlin Chang

### Trama
Giugno 1963. L'equipaggio del Clipper Majestic trasporta molti giornalisti a Berlino dove il presidente Kennedy terrà un discorso. Tutti sono emozionati per l'importanza di questo evento che si preannuncia storico, tranne Colette, che è l'unica a non sembrare entusiasta. Dean ne immagina il motivo e la ragazza gli rivela di essere rimasta orfana da bambina. Maggie invece è eccitatissima e decide che riuscirà, in un modo o nell'altro, a incontrare il presidente, il suo idolo. Kate ha una nuova missione: ritirare un libro in un negozio; ma la ragazza che doveva consegnarle il libro, un corriere di Berlino Est, è inseguita dalla STASI per aver oltrepassato illegalmente il muro. Kate nasconde la ragazza e cerca di convincere Anderson ad aiutarla a defezionare, ma lui rifiuta. In aereo Maggie ha avvicinato un giornalista e lo ha convinto a farsi portare al discorso, nei posti in prima fila riservati alla stampa, mentre gli altri assisteranno al discorso da un edificio vicino al palco. Mentre sale le scale Colette vede riaffiorare i ricordi della sua infanzia, quando i soldati nazisti invasero la Francia. Ascoltando il discorso Ted stringe la mano a Laura ma quando prova a baciarla lei lo respinge. Maggie è ancora decisa a incontrare Kennedy, così convince le sue colleghe a venire a una festa in onore del presidente all'ambasciata americana. Kate traveste la ragazza di Berlino Est da hostess della Pan Am e la porta alla festa, dove la indirizza verso un giornalista anticomunista che ha le giuste conoscenze per aiutarla. Intanto Colette discute con degli uomini tedeschi e finisce per cantare la prima strofa del Deutschlandlied, quella associata al regime nazista, facendo intendere che da bambina è stata costretta a imparare il tedesco e a cantare l'inno a causa dell'occupazione. Kate viene ammonita da Anderson per aver aiutato la ragazza dell'Est, rischiando così di generare tensioni con il blocco sovietico. Alla festa il presidente è già andato via, con grande delusione di Maggie, che arrivata all'aeroporto per imbarcarsi sul volo di ritorno, vede che l'Air Force One è ancora lì e così decide di provare a salire come hostess. Viene fermata dalla sicurezza, ma quando racconta di come lei abbia sempre ammirato Kennedy e di volergli solo stringere la mano e ringraziarlo per l'ispirazione che le ha dato, l'agente si intenerisce e porta al presidente il regalo di Maggie (sigari cubani), che viene salutata da lontano. Tornati a New York, Ted confessa a Laura che lei gli piace in quanto diversa dalle altre ragazze. Colette racconta a Kate che quando era bambina e i nazisti invasero la Francia, i suoi genitori la lasciarono da un vicino con la promessa di tornare a riprenderla per poi scappare dal paese. Ma i suoi non tornarono mai, uccisi dai tedeschi. Colette critica la politica di Kennedy che si è alleato con la Germania Ovest per contrastare il blocco sovietico, dimenticando i crimini commessi dai tedeschi. Aveva deciso di volare per la prima volta in Germania per perdonare, ma non riesce a smettere di provare odio verso il popolo tedesco.
- Ascolti USA: telespettatori 6 380 000 – 5%[6]

## Fotografie dall'Oriente
- Titolo originale: Eastern Exposure
- Diretto da: Thomas Schlamme
- Scritto da: Jack Orman e Moira Walley-Beckett

### Trama
Un improvvisto cambio di programma porta l'equipaggio a Yangon prima di dirigersi in Indonesia, a Giacarta. Lì Maggie porta Laura in giro per la città. Anderson assegna a Kate una missione sotto copertura, chiedendole di consegnare una fotocamera a un agente in un quartiere povero della città, ma Kate rischia di non portare a termine il compito perché Laura aveva preso la fotocamera a sua insaputa. Intanto, Ted ricorda il suo passato di pilota collaudatore della Marina degli Stati Uniti, nutrendo rabbia e risentimento verso la sua potente famiglia, che lo ha costretto ad accettare il congedo dalla marina dopo un controverso incidente e a trovare lavoro alla Pan Am, facendogli perdere la possibilità di essere selezionato per il programma spaziale americano. Dopo il volo da Giacarta ad Hong Kong, Ted colpisce con un pugno Dean a seguito di un'accesa discussione riguardo all'atterraggio del loro aereo. Si chiariscono dopo il ritorno a New York, dove Dean spiega a Ted come è riuscito a "saltare la fila" ed essere promosso a comandante nonostante non fosse in possesso dei requisiti di anzianità richiesti. Alla fine dell'episodio, Kate ritorna a casa e si aspetta di trovare Laura nell'appartamento che condividono a Brooklyn, ma la casa è vuota perché Laura si è trasferita da Maggie.
- Ascolti USA: telespettatori 5 840 000[7]

## Una monetina nella fontana
- Titolo originale: One Coin in a Fountain
- Diretto da:Andrew Bernstein
- Scritto da: Lydia Woodward

### Trama
Luglio 1963. L'equipaggio vola a Monte Carlo. Maggie è attratta da Niko Lonza (Goran Višnjić), un addetto jugoslavo dell'ONU che ha dei contatti con una spia sovietica. Kate ha il compito di ottenere le impronte digitali della spia, il che la porta a dover separare Maggie e Niko. A New York, Laura va in un negozio per recuperare l'anello di fidanzamento che aveva impegnato mesi prima dopo aver abbandonato il fidanzato all'altare. Quando scopre che l'anello è stato venduto, Ted accompagna Laura ad Harlem per incontrare l'acquirente, in modo che lei possa ricomprarlo e restituirlo al suo ex fidanzato. Durante il volo per Monte Carlo Dean scopre che Ginny (Erin Cummings), una passeggera che aveva conosciuto durante il precedente volo per Londra, è l'amante di Everett Henson (Scott Cohen), un vice presidente della Pan Am.
- Ascolti USA: telespettatori 5 840 000 – share 5%[8]

## Qualcosa di autentico
- Titolo originale: The Genuine Article
- Diretto da: Matt Penn
- Scritto da: Todd Ellis Kessler, Nick Thiel

### Trama
Agosto 1963. Nonostante sia molto vicina a perdere il lavoro per insubordinazione, Maggie riesce a farsi assegnare al volo per Rio de Janeiro sostenendo di conoscere il portoghese. Mentre ricorda il percorso che l'ha portata al suo attuale lavoro, capisce di voler tentare ogni strada possibile pur di non perderlo. Nel frattempo a Kate, trattenuta a New York, viene dato il compito di scoprire l'orientamento politico di Niko. Viene a conoscenza del fatto che la CIA vorrebbe reclutare Niko, e deve dividersi tra la sua nascente relazione con lui e il portare a termine la sua missione. Dean è infastidito da Ginny che, oltre alla loro relazione, continua a portare avanti anche quella con il suo capo Henson, mettendolo in forte imbarazzo. Nel corso del viaggio per Rio de Janeiro, un fotografo della rivista Life scatta delle foto a Laura. Maggie e Laura vengono arrestate per aver acquistato beni rubati in un mercatino sulla spiaggia, e Laura scopre che Maggie in realtà non conosce il portoghese, e la rimprovera per aver dato informazioni false. Ted si reca al commissariato e corrompe gli agenti per far liberare le due hostess. Maggie, il cui lavoro è ancora a rischio, chiede l'aiuto di Henson. Quando egli rifiuta per la seconda volta, Maggie si offre di fornirgli delle informazioni private di suo interesse. Alla fine, Maggie riesce a tenere il posto e inizia a studiare il portoghese.

## Destinazione Roma
Nota: La trama di questo episodio è qui riportata in accordo con la sua collocazione temporale come settimo della stagione, tra Qualcosa di autentico e Obbligo o verità. La sua messa in onda originale era infatti inizialmente prevista per il 6 novembre 2011, ma in quella data la ABC trasmise al suo posto il successivo episodio Obbligo o verità. L'emittente mandò in onda l'episodio Destinazione Roma solo il 12 febbraio 2012, tra Nuove frontiere e 1964, in maniera incoerente con la continuity della serie. Ciò è avvenuto anche con la prima trasmissione in lingua italiana, mentre in seguito, col primo ciclo di repliche e la prima trasmissione in chiaro, l'episodio è stato correttamente riposizionato nella linea narrativa.
- Titolo originale: Romance languages
- Diretto da: John Coles
- Scritto da: Moira Walley-Beckett

### Trama
L'equipaggio del Clipper Majestic vola verso Roma mentre Dean ha ormai deciso di chiudere la sua relazione con Ginny, che è ancora l'amante di un dirigente della Pan Am. Lei dice a Dean di amarlo e di aver lasciato Henson, ma lui sostiene che il suo amore non sia reale. Nel frattempo, Colette è incaricata di assistere in volo un minore non accompagnato, un precoce dodicenne di nome Charlie, che si innamora di lei. Kate è innamorata di Niko, il giovane diplomatico jugoslavo che le è stato ordinato di convertire agli interessi degli Stati Uniti. Mentre Kate è a Roma, un uomo spinge a terra e le dice di stare lontana da Niko. Laura prova a convincere gli altri, e soprattutto se stessa, di non essere più una ragazzina, dopo la vicenda dell'articolo del Life su di lei e della sua discussione con il fotografo. Visitando la città, Kate e Laura parlano delle loro prime esperienze sessuali, e quando Laura ritorna a New York, decide di non andare a letto con il fotografo ma accetta di realizzare delle foto di nudo. Dean lascia Ginny definitivamente. La donna ritorna con Henson dopo aver confidato a Colette che la causa della sua rottura con il dirigente era che una delle sue colleghe lo aveva informato della sua storia con Dean. Colette capisce che la responsabile è Maggie, ma non riferirà nulla a Dean, che aveva deciso di non voler sapere cosa lei e Ginny si fossero dette nel loro incontro.

## Obbligo o verità
- Titolo originale: Truth or Dare
- Diretto da: Julie Anne Robinson
- Scritto da: Mike Daniels, Jack Orman

### Trama
L'equipaggio è stato scelto per trasportare dei marinai di un sottomarino della U.S. Navy da Madrid Barajas ad Idlewild. In attesa dell'arrivo dei marinai, Maggie, Colette, Kate e Laura giocano a obbligo o verità. Durante il gioco, Laura rivela che ha posato nuda per il fotografo della rivista Life, scatenando la reazione di Kate. Una volta in volo, i marinai improvvisano una festa di addio al celibato per uno di loro, durante la quale Joe (Gaius Charles), un marinaio di colore del Mississippi, da ubriaco prova a baciare Laura, con cui aveva già conversato durante il viaggio. Dean, mentre Ted e Sanjeev non si trovavano in cabina di pilotaggio, realizza il desiderio di Colette lasciandola pilotare l'aereo per qualche istante, dopo che Maggie, durante il gioco, le aveva proposto questo obbligo. Dopo l'arrivo Maggie offre a Joe, che dice di non avere una sistemazione per quella sera, di dormire su un divano nell'appartamento che condivide con Laura. Il giorno dopo, Laura porta Joe a visitare New York in attesa della partenza del suo treno per il Mississippi quella sera. Alla stazione, Joe è vittima di un pestaggio per motivi razziali. Laura lo porta nell'appartamento di Kate, dove medica le sue ferite e i due si danno un bacio appassionato e finiscono per andare a letto insieme. Kate e Niko stanno passando la notte insieme, ma inaspettatamente Niko viene prelevato con la forza dalla CIA per un interrogatorio. Dopo essere venuto a conoscenza che sua missione era di reclutarlo nella CIA, Niko sfoga la sua rabbia contro Kate accusandola di avergli mentito sulla vera natura della loro relazione. Alla fine i due si chiariscono e si danno l'addio al Worldport. Niko è in partenza per la Jugoslavia come agente sotto copertura, mentre Kate sta salendo a bordo del Pan Am 2, un volo intorno al mondo.

## Partenza non programmata
- Titolo originale: Unscheduled Departure
- Diretto da: Millicent Shelton
- Scritto da: Jill Abbinanti, Nick Thiel

Ottobre 1963. Sulla rotta per Caracas, il volo 203 è costretto all'atterraggio a Port-au-Prince, capitale di Haiti sotto la dittatura antiamericana di François Duvalier, quando un passeggero di nome Henry (Harris Yulin) viene colpito da un infarto. Poiché l'aeroporto è chiuso, l'atterraggio notturno non risulta un'impresa facile. Due ribelli haitiani armati si confrontano con l'equipaggio, e Colette riesce a negoziare l'uso della loro jeep per riuscire a trovare un medico. Ted e Colette vanno alla ricerca e sulla strada incontrano una ragazza che si nasconde vicino ai corpi dei genitori fucilati, che li aiuta a trovare un dottore, dal quale ottengono una pillola di nitroglicerina da somministrare a Henry. Essendo anche lei rimasta orfana in giovane età, Colette promette alla ragazza che la porteranno con loro, nonostante l'opposizione di Ted. Malgrado i loro sforzi, Henry muore prima che loro possano tornare all'aeroporto. La pista è stata danneggiata dall'uragano Ginny ed è troppo corta per poter decollare normalmente, rendendo necessario alleggerire l'aereo bruciando carburante e scaricando i bagagli. Colette e Dean hanno un'accesa discussione riguardo alla presenza della rifugiata, e i passeggeri ostacolano il suo arrivo a bordo. Kate decide di lasciare a terra il corpo di Henry per compensare il peso aggiunto della ragazza. Con le truppe armate ostili in arrivo, Dean riesce a eseguire un pericoloso decollo e ad atterrare a Miami, dove Kate chiede a Richard di fare in modo che la ragazza venga autorizzata a rimanere negli Stati Uniti. Una dirigente della Pan Am si confronta con le hostess per sapere chi fosse responsabile di aver portato a bordo una clandestina, ma va via senza prendere provvedimenti quando le ragazze si mostrano unite. Il direttore della base di Miami richiama Dean per essere atterrato in un paese ostile, aver abbandonato il corpo di un passeggero ed essere ritornato con una clandestina, dicendogli che sarebbe già stato licenziato se non avesse goduto dei favori di Juan Trippe. Dopo essere uscito dall'ufficio del direttore, Colette dà a Dean un lungo bacio.

## Kiss Kiss Bang Bang
- Titolo originale: Kiss Kiss Bang Bang
- Diretto da: John Fortenberry
- Scritto da: Moira Walley-Beckett, Lydia Woodward

### Trama
Poche ore prima di partire per Londra, Kate rifiuta una missione dalla CIA dato che vuole abbandonare l'incarico di corriere dopo le vicende che l'hanno coinvolta, ma è costretta ad accettare dopo che Richard minaccia di farle perdere il lavoro alla Pan Am. Dean e Colette si fingono malati in modo che lui possa darle una lezione di volo alla fattoria dei suoi genitori. Colette è messa in imbarazzo dall'apprendere che Dean non aveva ancora detto ai suoi genitori della rottura con Bridget, ma alla fine i due si chiariscono e fanno sesso nel fienile. Sul volo per Londra, Laura versa del caffè sulla camicia dell'odioso sostituto di Dean, il lascivo Dennis Thornton (John Bedford Lloyd), dopo che lui le aveva sbirciato dentro la camicetta. Ted allenta la tensione tra Laura e Dennis e chiede a Laura di fingere di essere la sua fidanzata durante un appuntamento impostogli con la sua amica d'infanzia Amanda Mason (Ashley Greene). Ted, inizialmente riluttante ad incontrare la ragazza, scopre inaspettatamente che Amanda lo apprezza e va via con lei prima che Laura possa partecipare allo stratagemma. Maggie porta il suo amico Sam (Danny Deferrari) sul volo, dove lui si scontra con il parlamentare Christopher Rawlings (Chris Beteem), favorevole all'uso delle armi nucleari. Sam critica successivamente Maggie per non aver usato il suo lavoro per difendere i suoi principi. Maggie allora inizia a discutere con Rawlings in albergo, finendo per introdursi nella sua stanza e ad andare a letto con lui. Kate effettua la sua consegna, ma Anderson le comunica che il nuovo obiettivo è ottenere una lista di agenti della CIA da Cyrus Bolger (Damian Young), un gioielliere che vuole venderla ai sovietici. Kate distrae Bolger all'hotel mentre Anderson scassina la sua cassaforte, ma Maggie, disgustata da un discorso a favore delle armi nucleari che Rawlings dovrà tenere, dà fuoco ai fogli su cui è scritto causando inavvertitamente un incendio per cui l'albergo viene evacuato. Bolger è costretto a tornare alla sua gioielleria e Kate lo segue fin lì. Al suo arrivo, assiste allo scontro tra Anderson e il gioielliere, che getta a terra la pistola dell'agente. Kate la raccoglie e spara uccidendo Bolger mentre questo era in procinto di accoltellare Anderson.

## Segreti e bugie
- Titolo originale: Secrets and Lies
- Diretto da: Allison Liddi-Brown
- Scritto da: Mike Daniels

Una settimana dopo gli eventi di Londra, Bridget va a trovare Kate a New York per dirle che tornerà a lavorare alla Pan Am dato che la lista degli agenti compromessi è ormai fuori dalle mani dei sovietici. Si reca quindi all'aeroporto prima del volo di Dean per Londra - su cui è passeggera - e prova a riconciliarsi con lui, ma Dean la respinge arrabbiato. Bridget chiede quindi a Colette di convincere Dean a incontrarsi nuovamente con lei. Colette accetta, poiché vuole che Dean si lasci Bridget alle spalle prima che la loro relazione vada avanti. Dean rifiuta ancora una volta le finte spiegazioni di Bridget, ma Colette è convinta che lui non abbia ancora superato la sua storia con Bridget e gli chiede di andarsene. Bridget allora incontra nuovamente Dean raccontandogli la verità sul suo passato da spia dell'MI6, e nonostante lui sia ancora deciso a non perdonare le sue bugie, i due vanno a letto insieme. Maggie scrive un articolo per il Village Voice in cui critica duramente Rawlings per le sue posizioni politiche, ma il suo amico reporter Mike Ruskin (Colin Donnell) lo rifiuta bollandolo come sterile invettiva. Dopo un appuntamento con Rawlings però, Maggie si innamora di lui. All'ultimo minuto il Village Voice ha bisogno di un articolo, e Mike manda in stampa l'articolo di Maggie, che va nel panico. Ted vuole andare a letto con la sua nuova fidanzata Amanda, ma lei vuole attendere fino al matrimonio. Lui ne discute con Laura, che dice di ammirare le ragazze che vogliono aspettare, nonostante lei non sia vergine. Dopo che Amanda lo difende contro il suo prepotente padre (Jay O. Sanders), Ted cambia idea e decide di aspettare finché Amanda non si sentirà pronta, e chiede a Laura di aiutarlo a comprare un anello di fidanzamento, sconfortando la ragazza che iniziava a provare dei sentimenti per lui. Kate, intanto, deve mentire per superare la prova del poligrafo e salvare se stessa e Anderson dalle conseguenze della morte di Bolger. Dopo delle incertezze iniziali, Kate supera il test ed è libera di lasciare il suo incarico per l'intelligence, ma quando Anderson si complimenta con lei per le sue capacità, Kate decide di non smettere di spiare.

## Relazioni diplomatiche
- Titolo originale: Diplomatic Relations
- Diretto da: David Petrarca
- Scritto da: Jack Orman

### Trama
Novembre 1963. Dopo la notte trascorsa con Bridget, che egli definisce un errore, Dean viene richiamato a New York dove viene informato che piloterà il primo volo della Pan Am per Mosca. Tuttavia, quando il capitano George Broyles (Darren Pettie) assume il comando durante il briefing dell'equipaggio, Dean ne è infastidito. Durante il volo Bridget, che ha ripreso a lavorare, dice a Colette che rispetterà la decisione di Dean di voler stare con lei. Kate riceve da Richard la missione di verificare che un agente sotto copertura con cui la CIA ha perso i contatti a Mosca sia ancora in vita e non sia stato compromesso. Dopo l'atterraggio, Bridget, Colette, Laura e Kate vanno visitare la città, ma gli agenti del KGB interpretano le fotografie di Laura come un tentativo di spionaggio e arrestano lei e Bridget per interrogarle. La guida sovietica dell'equipaggio annulla il viaggio e insiste affinché facciano ritorno negli Stati Uniti senza Laura e Bridget. Kate scopre che il comandante Broyles contrabbanda sigarette nell'Unione Sovietica, e gli chiede di corrompere un ufficiale del Cremlino, di cui aveva ottenuto il contatto tramite l'agente della CIA, per fare liberare Laura e Bridget. Il suo piano funziona e le ragazze vengono rilasciate. Durante il ritorno a New York, Dean racconta a Colette, che aveva trovato uno dei suoi gemelli nella valigia di Bridget, della sua notte con lei. Colette è disperata e lo lascia, e Bridget è ora speranzosa di poter ritornare con lui. Intanto Maggie, che beneficia di più tempo libero dopo il ritorno di Bridget, accetta di essere la compagna di Rawlings a un ricevimento con i suoi sostenitori, tra i quali si trovano Ted e Amanda. Rawlings è determinato a scoprire chi abbia scritto l'articolo del Village Voice su di lui. Quando Maggie offende uno dei suoi maggiori sostenitori durante un'accesa discussione, Rawlings capisce che è lei a celarsi dietro l'articolo e quindi la lascia. Contemporaneamente, Ted fa la proposta di matrimonio ad Amanda, che accetta. Più tardi, Amanda vede Maggie piangere e la consola, finendo per baciarla sulle labbra.

## Nuove frontiere
- Titolo originale: New Frontiers
- Diretto da: John Fortenberry
- Scritto da: Jessica Ramos, Scott Erik Sommer

### Trama
Maggie espone a Ted i suoi dubbi sul matrimonio con Amanda, dopo il suo incontro con lei. Quando Ted ne discute con Amanda, lei gli confessa di sentirsi più a suo agio insieme alle donne, e gli chiede di instaurare un matrimonio aperto. Dean continua a tormentarsi per Colette, che gli rivela di aver chiesto il trasferimento alla base di Hong Kong. Su un volo per Roma, Colette fa amicizia con un affascinante uomo misterioso di nome Omar (Piter Marek) e accetta di accompagnarlo a visitare la città. Intanto, Dean viene avvicinato dagli addetti della dogana italiana, che sono in cerca di un contrabbandiere. Dean segnala Omar, che però si scopre essere un principe fuggito dal Wahran. Kate deve imparare a borseggiare per la sua prossima missione, rubare dei microfilm dalla giacca di un diplomatico. Laura è scioccata di scoprire che Graham, il fotografo di Life, ha venduto i suoi scatti di nudo a una galleria, dove si trovano in mostra e finiscono per essere acquistati da Andy Warhol, che è interessato a incontrare Laura. Dean capisce che il contrabbandiere di sigarette è Broyles, che si trovava sul volo per Roma, e lo colpisce con un pugno durante un ricevimento. Alla fine dell'episodio, le vite di tutti vengono scosse dalla notizia dell'assassinio di John Fitzgerald Kennedy.

## 1964
- Titolo originale: 1964
- Diretto da: Andrew Bernstein
- Scritto da: Nick Thiel

### Trama
Alla vigilia di Capodanno, Dean viene sospeso in attesa di indagini su quanto avvenuto a Haiti. Broyles convince Maggie a far passare dei gioielli di contrabbando attraverso la dogana per suo conto. Successivamente Maggie insisterà per andare con lui all'incontro con gli acquirenti, dove si accorge che questi hanno intenzione di truffarli quando iniziano a parlare in portoghese, lingua che lei aveva imparato. Dopo aver fatto saltare la vendita, Maggie ritorna da sola e negozia un prezzo per chiudere l'affare. Dean è sul punto di essere licenziato, ma Broyles arriva a sostenere la sua causa, e consegna alla commissione una lettera di raccomandazione da parte di Juan Trippe che aveva ottenuto su richiesta di Maggie. Pertanto, la punizione di Dean viene ridotta a una sospensione di sei mesi. Omar chiede a Colette di poter iniziare un corteggiamento ufficiale, ma è costretto a rinunciare quando una verifica investigativa rivela che, a sua insaputa, i genitori di Colette erano ebrei e vennero uccisi a Dachau. Colette apprende anche di avere un fratello minore che era stato dato in adozione, e che decide di provare a rintracciare. A New York, Kate viene raggiunta da Richard ferito da un colpo di arma da fuoco, sparatogli da una talpa che voleva impadronirsi di un microfilm in suo possesso. Tuttavia, Anderson dice a Kate che la talpa è Richard, e Kate deve capire di chi dei due fidarsi. Amanda chiede a Laura di diventare l'amante di Ted, ma lei rifiuta. Ted annulla il suo matrimonio, va a trovare Laura dicendole di amarla, e i due si baciano. Dopo però, Amanda rivela a Ted di essere incinta. Alla fine dell'episodio, l'intero equipaggio del Clipper Majestic si ritrova a festeggiare il Capodanno guardando la discesa della sfera di Times Square dall'appartamento di Ted. Colette si riconcilia con Dean e i due si danno un bacio allo scoccare della mezzanotte.